# Le Fils du cheik (film, 1957)
Pour les articles homonymes, voir Le Fils du cheikh (homonymie).
Pour plus de détails, voir Fiche technique et Distribution.
Le Fils du cheik (Gli amanti del deserto) est un film d'aventure italo-espagnol sorti en 1957, réalisé par Goffredo Alessandrini, Gianni Vernuccio, Fernando Cerchio, Ricardo Muñoz Suay (es) et León Klimovsky.

## Synopsis
Said est l'héritier d'un sultan. Il lutte pour venger l'honneur de son père et récupérer le trône usurpé par Ibrahim. Mais il est amoureux de la fille de ce dernier.

## Fiche technique
- Titre français : Le Fils du cheik
- Titre original italien : Gli amanti del deserto
- Titre original espagnol :  Los amantes del desierto
- Genre : film d'aventure
- Réalisation : Goffredo Alessandrini, Ricardo Muñoz Suay (es), Gianni Vernuccio, Fernando Cerchio, León Klimovsky
- Scénario : Manuel Villega Lopez, Edoardo Anton, Oreste Biancoli, Giuseppe Mangione, Leo Bomba, Alfredo Paso
- Production : Carlo Infascelli pour P.A.R.C. Film, Rialto
- Photographie : Antonio Lopez Ballesteros
- Montage : Antonio Ramirez
- Musique : Michel Michelet
- Décors : Francesco R. Asensio, Sigfrido Burman
- Costumes : Beni Montresor
- Année de sortie : 1957
- Format : Noir-et-blanc
- Durée : 87 min
- Langue : italien, espagnol
- Pays :  Italie,  Espagne
- Date de sortie :
  - Espagne : 31 octobre 1957
  - France : 19 mars 1958[1]
  - Italie : 22 décembre 1958

## Distribution
- Gino Cervi : Ibrahim
- Carmen Sevilla : Amina
- Ricardo Montalbán : Said
- José Guardiola : Kamal
- Franca Bettoja : Zuleika
- Samia Gamal
- Mariangela Giordano
- Manuel Alcon
- Manuel Giutian
- Domingo Rivas